# Мамич, Петар
Пе́тар Ма́мич (хорв. Petar Mamić; 6 марта 1996 года, Загреб) — хорватский футболист, защитник клуба «ЧФР Клуж».

## Карьера
Петар Мамич — воспитанник загребского «Динамо». 6 февраля 2014 года он дебютировал в хорватской Первой лиге, отыграв первый тайм гостевого матча с командой «Истра 1961». Вторую половину сезона 2014/15 Мамич на правах аренды провёл за другой загребский клуб «Локомотива».
В феврале 2017 года хорватский защитник перешёл в команду итальянской Серии B «Фрозиноне», но в официальных матчах за неё так и не сыграл и вернулся на родину в августе того же года, заключив соглашение с клубом «Интер Запрешич». 30 октября 2017 года Мамич забил свой первый гол на высшем уровне, открыв счёт в гостевом поединке против «Истры 1961».
В середине июня 2018 года Петар Мамич подписал четырёхлетний контракт с «Риекой».